# سول سی سیگل
سول سی سیگل (انگلیسی: Sol C. Siegel؛ ۳۰ مارس ۱۹۰۳ – ۲۹ دسامبر ۱۹۸۲) یک تهیه‌کننده اهل ایالات متحده آمریکا بود.
از فیلم‌هایی که وی در آن نقش داشته‌است، می‌توان به مخاطرات پائولین اشاره کرد.